# すぎ丸

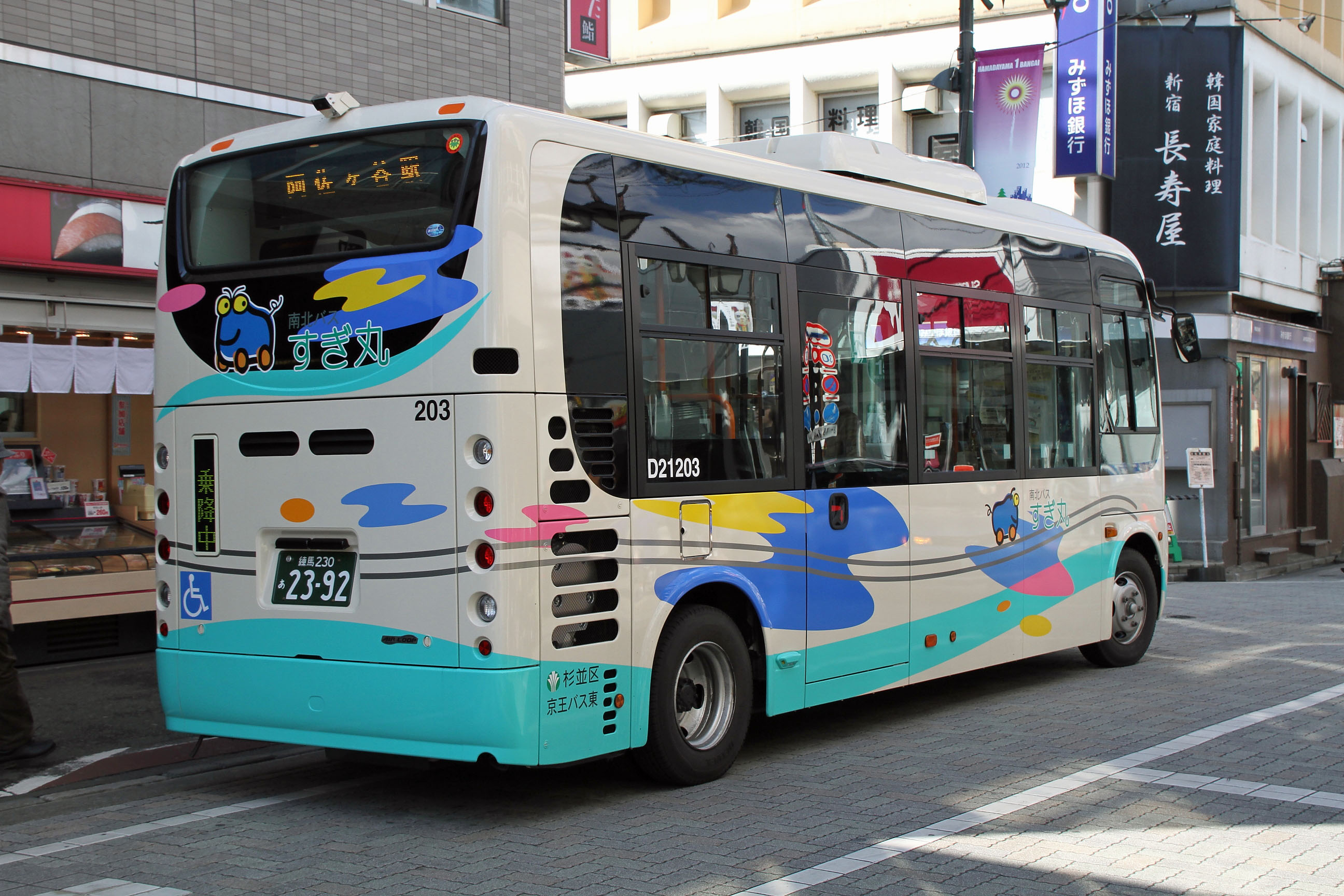
すぎ丸専用車両のリアスタイル。各車両ごとに「すぎ丸」キャラクターの色が異なる
京王バス（D21203）日野・ポンチョ

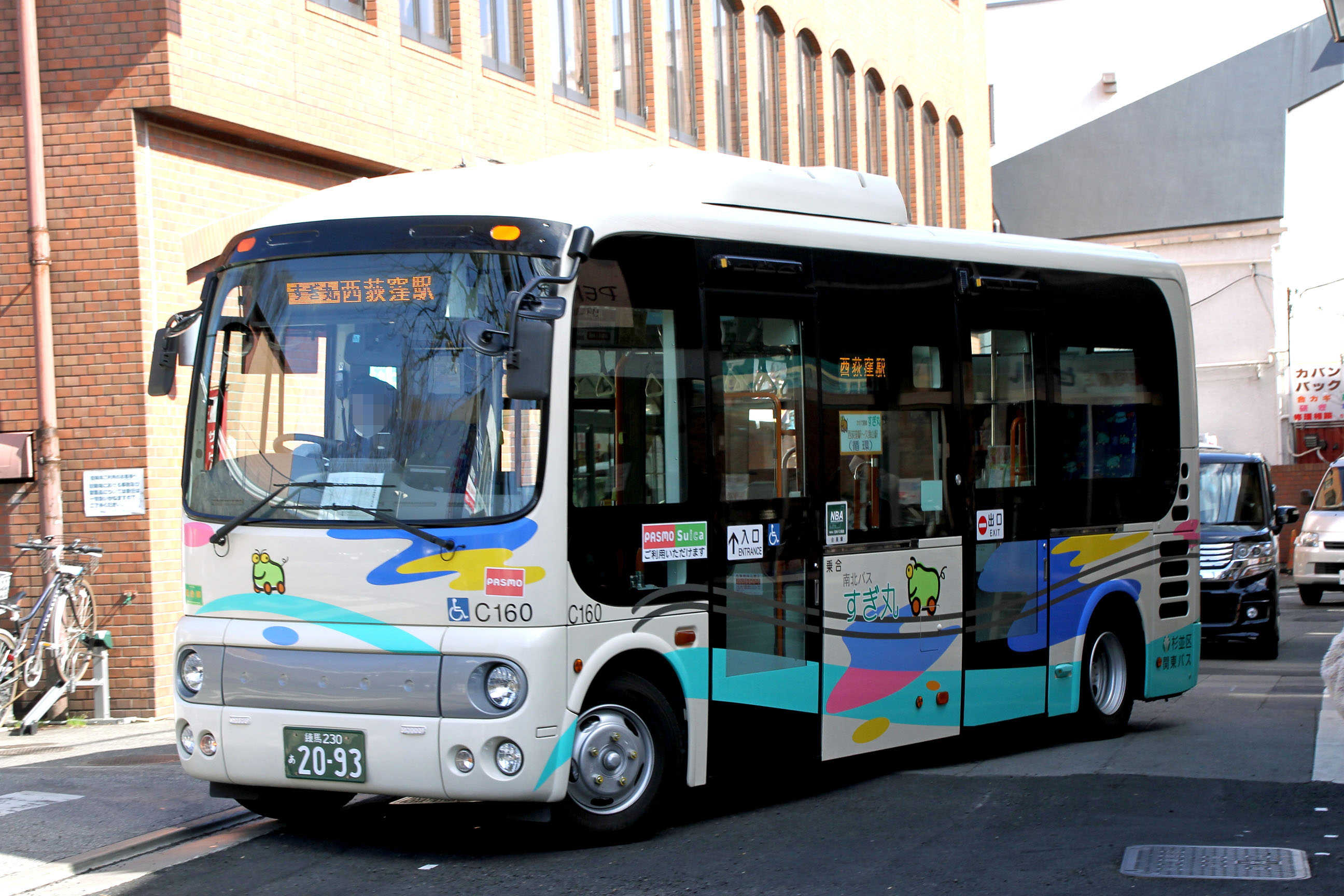
かえで路線の車両（久我山駅停留所にて）
関東バス（C160）日野・ポンチョ

すぎ丸（すぎまる）は、東京都杉並区のコミュニティバスの愛称。2000年（平成12年）11月25日運行開始。区の南北を結ぶ路線であることから、杉並区では「南北バスすぎ丸」と呼称している。
けやき路線（阿佐ヶ谷駅 - 浜田山駅）、さくら路線（浜田山駅南 - 下高井戸駅入口）、かえで路線（西荻窪駅 - 久我山駅）の3系統がある。「すぎ丸」の相性と各路線名は公募によって決定された。また専用車両のデザインも6候補中から区民投票により決定された。
けやき路線とさくら路線は京王バス永福町営業所（運行開始時は京王バス東）、かえで路線は関東バス五日市街道営業所に運行委託している。

## 概要
「すぎ丸」はもともと杉並区のまちづくり振興のイメージキャラクターであり、それがコミュニティバスの愛称になった。車体にもすぎ丸のキャラクターが描かれており、バスごとにキャラクターの色が異なっている。「すぎ丸」キャラクターのオリジナル商品も販売されている。
すぎ丸では、コミュニティバスでその後普及したCNG改造車を、全国的にも最初期に採用したことでも特筆される。専用車両のCNG改造はフラットフィールドによる。2000年の運行開始時に1台導入されたCNG車はフラットフィールドで初となる路線バスのCNG改造車であり、同時に京王バスグループでも初のCNG車導入となった。
京王バスでは2003年3月3日、永福町営業所の敷地内に「京王エコ・ステーション永福町」を建設し、これ以降は永福町営業所のみにとどまらず、コミュニティバスや一般路線バスでも多数のCNG車を導入することとなった（現在は全車除籍となっている）。

## 沿革
2000年11月25日、「杉並区コミュニティバス」として阿佐ヶ谷駅 - 浜田山駅（のちのけやき路線）が開業した。
この路線が走る杉並区中南部の浜田山・成宗地区は、道路の幅が大変狭く、一般バスの乗り入れが困難なところが多い。このため特に南北方向の交通が希薄であり、区役所などの公共施設が集中する阿佐谷に行くにも不便であった。こうした背景から、狭隘道路を走行できる小型車両を使用して交通不便地域を解消し、公共施設を連絡する手段をも兼ねたコミュニティバス路線を杉並区が主体となって運行することとなった。
コミュニティバスに多い地域内循環路線ではなく、異なる鉄道路線の駅間を結ぶ往復路線である。綿密な現地調査に基づく適切な路線設定であったことから多くの利用者の獲得につながり、こうした形態のコミュニティバスが十分成立しうることを示した。
この路線の成功を受け、2004年10月にさくら路線（浜田山駅南 - 下高井戸駅入口）を新設、阿佐ヶ谷 - 浜田山線をけやき路線と命名した。さらに2008年にかえで路線（西荻窪駅 - 久我山駅）が開業し、現在は3ルート体制で運行している。
すぎ丸の開業後、周辺の一般バス路線において、従来の路線を延長・接続した路線（高45・新02系統、高円寺駅 - 新高円寺駅 - 松の木住宅 - 永福町）が登場した。これも杉並区における南北バス構想の一環と位置付けられている。
- 2000年11月25日：浜田山駅 - 阿佐ヶ谷駅間が開業。のちにけやき路線と名付けられる。
- 2004年10月[9]30日：さくら路線（浜田山駅南 - 下高井戸駅入口）が開業。
- 2008年11月29日：かえで路線（西荻窪駅 - 久我山駅）が開業。

いずれも開業日と翌日は無料運行を行った。
2016年1月23日から3月21日まで、町おこしイベントとして開催されている「アニ×ウォーク2016 with それが声優!」の期間中、杉並区を舞台にしたアニメ『それが声優!』の主演を務めた声優ユニットイヤホンズによる車内アナウンスが行われた。
2016年9月1日、かえで路線が関東バス青梅街道営業所から五日市街道営業所に移管された。

## 現行路線
停留所は主要停留所のみを記載。路線の詳細は杉並区公式サイト「南北バス「すぎ丸」運行情報」を参照。

### けやき路線

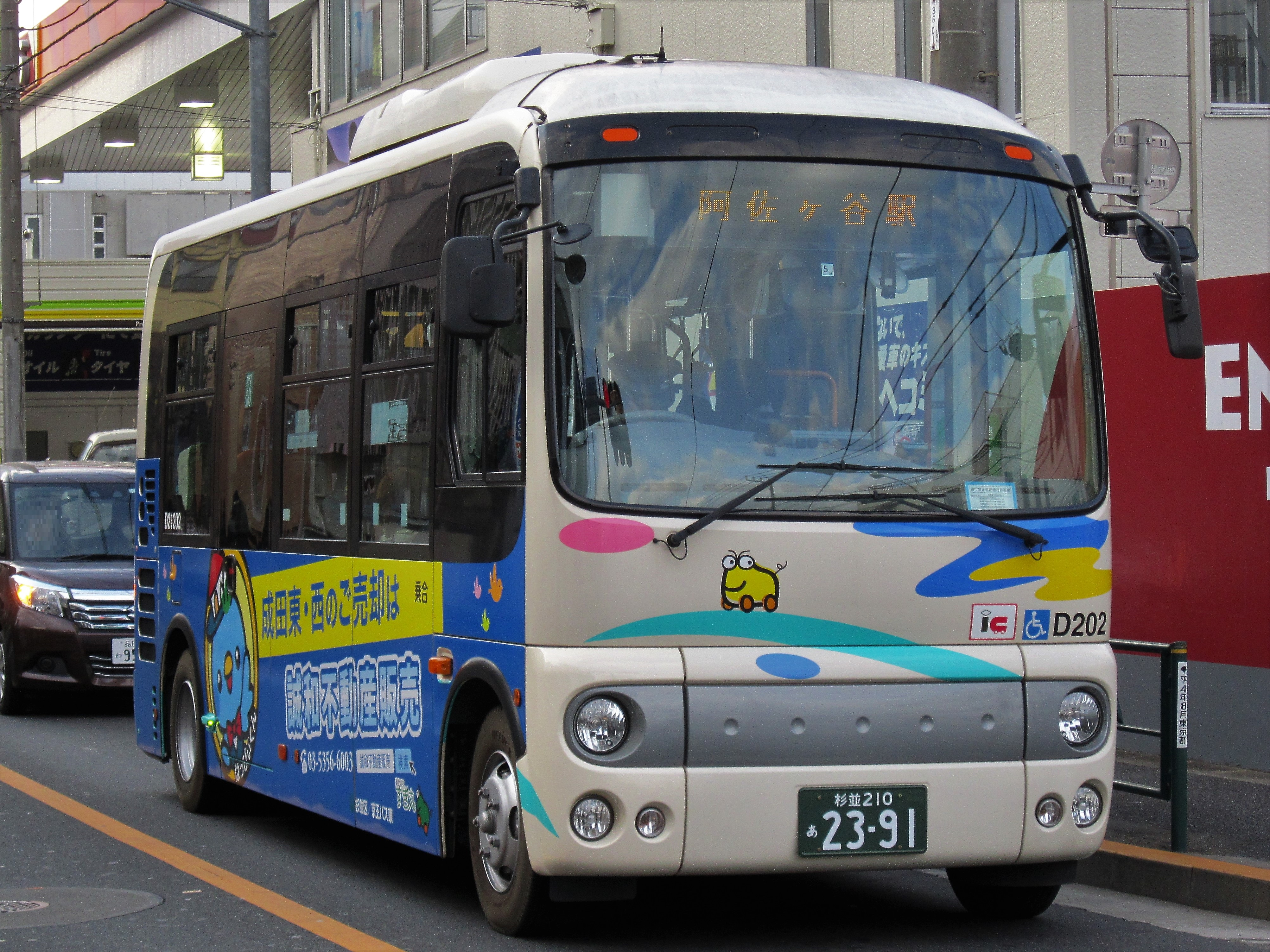
すぎ丸　けやき路線の車両（京王バス、D21202）
地元企業の広告ラッピングバス

- 阿佐ケ谷駅 - 杉並区役所 - 杉並税務署 - 善福寺川緑地 - (←三年坂 / 杉並第二小学校→) - 児童交通公園入口 - 浜田山小学校 - 浜田山駅
- （入庫便）：阿佐ヶ谷駅→杉並区役所→杉並税務署→善福寺川緑地→杉並第二小学校→児童交通公園入口→浜田山小学校→浜田山駅→人見街道入口→浜田山郵便局前→永福町
  - 2000年11月25日運行開始
  - 京王バス永福町営業所が受託運行

最初に開通した路線で、現在は阿佐ヶ谷駅と浜田山駅を約20分で結ぶ（開通当初は約25分であった）。待避所の設置や急カーブの改善、一般ドライバー・歩行者への注意喚起を目的とした路面のカラー舗装など、十分な道路整備を行った上での開業となった。時間帯によっては一部区間が車両通行止めとなるため、警察署長発行の通行許可証がすぎ丸専用車のフロントガラスに貼り付けられている。また、浜田山駅周辺は人通りが多いため警備員を配置している。人通りが多く危険であるという理由で、開業前は浜田山駅付近のルート変更を要望する住民運動があった。
なお、浜田山駅 - 杉並高校間は、昭和40年代初頭まで京王帝都電鉄がバスを走らせていた。
運行頻度は15分間隔で、平日は浜田山発7時30分〜20時30分・阿佐ヶ谷発8時〜21時、休日は浜田山発8時〜19時・阿佐ヶ谷発8時〜19時30分までの運行。
2001年12月1日に両方向各1箇所の停留所が増設された。2002年3月31日まで入庫便は浜田山駅を経由しなかったが、翌4月1日に通勤通学時間帯への対応と入庫便の浜田山駅経由化を主な理由として運行時間帯が拡大された。
2008年よりPASMO・Suicaが利用可能となった。
2013年11月より経由地である阿佐ヶ谷住宅の再開発工事が本格化したため、杉並税務署〜善福寺川緑地間では既存のバス停留所4箇所（阿佐ヶ谷住宅東、中央広場、阿佐ヶ谷住宅西（浜田山方向のみ)、杉並高校）が廃止され、その代わりとして浜田山方向に臨時停留所として「阿佐ヶ谷住宅南」が設置された。以前から設置されていた阿佐ヶ谷方向の阿佐ヶ谷住宅南もそのまま存続したが、再開発工事の進捗に合わせて両方向とも新設された道路に移設され、阿佐ヶ谷方向も臨時停留所扱いになった。
2014年12月1日にダイヤ改正。阿佐ヶ谷駅〜浜田山駅間の所要時間の短縮（両方向）及び阿佐ヶ谷駅発時刻を各5分繰り下げたことによる各停留所の発時刻変更、バス停留所名の変更（鎌倉街道（阿佐ヶ谷方向）→成田西子供園前、（臨時）阿佐ヶ谷住宅南（両方向）→阿佐ヶ谷住宅東）、停留所の新設（阿佐ヶ谷住宅南（善福寺川緑地〜（新）阿佐ヶ谷住宅東（旧（臨時）阿佐ヶ谷住宅南）間）)が行われた。　　　　　　　　　　　　　　　

### さくら路線

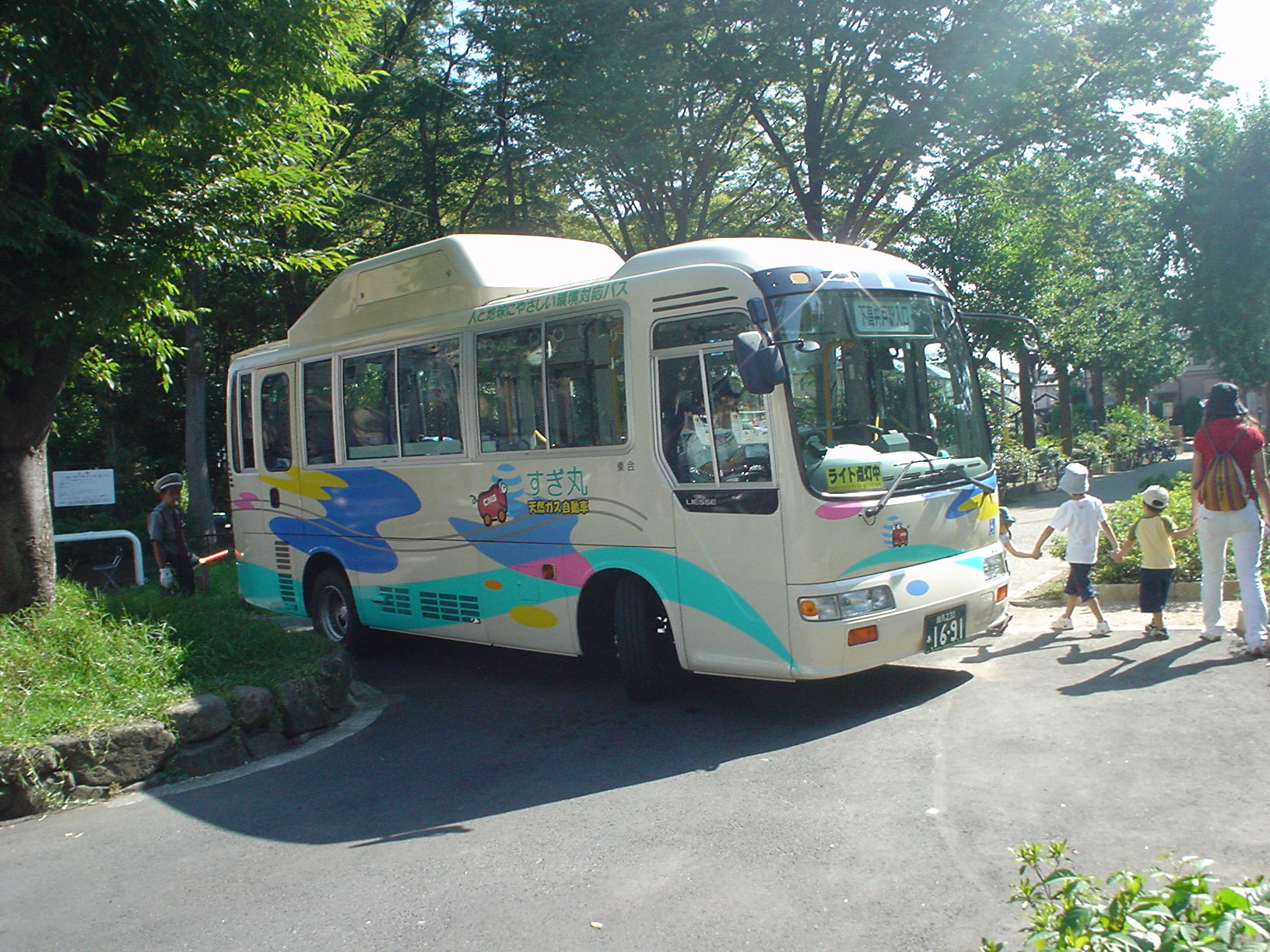
さくら路線の車両（浜田山駅南停留所にて）
京王バス（D20413）日野・リエッセ CNG車　※除籍済

- 浜田山駅南 - 柏の宮公園入口 - (←上北沢駅入口) - (ロイヤル病院前→) - 桜上水駅入口 - (不動跡→) - 下高井戸駅入口
  - 2004年10月[9]30日運行開始
  - 京王バス永福町営業所が受託運行

2004年10月30日、柏の宮公園開園に合わせて開業した。「浜田山駅南」停留所は、浜田山駅南口に程近い浜田山公園の入り口を整備して新設した。浜田山駅南と甲州街道（国道20号）沿いの下高井戸駅入口を片道約20分で結ぶ。
8時 - 19時までの30分間隔の運行。2008年12月よりPASMO・Suicaが利用可能となっている。

### かえで路線

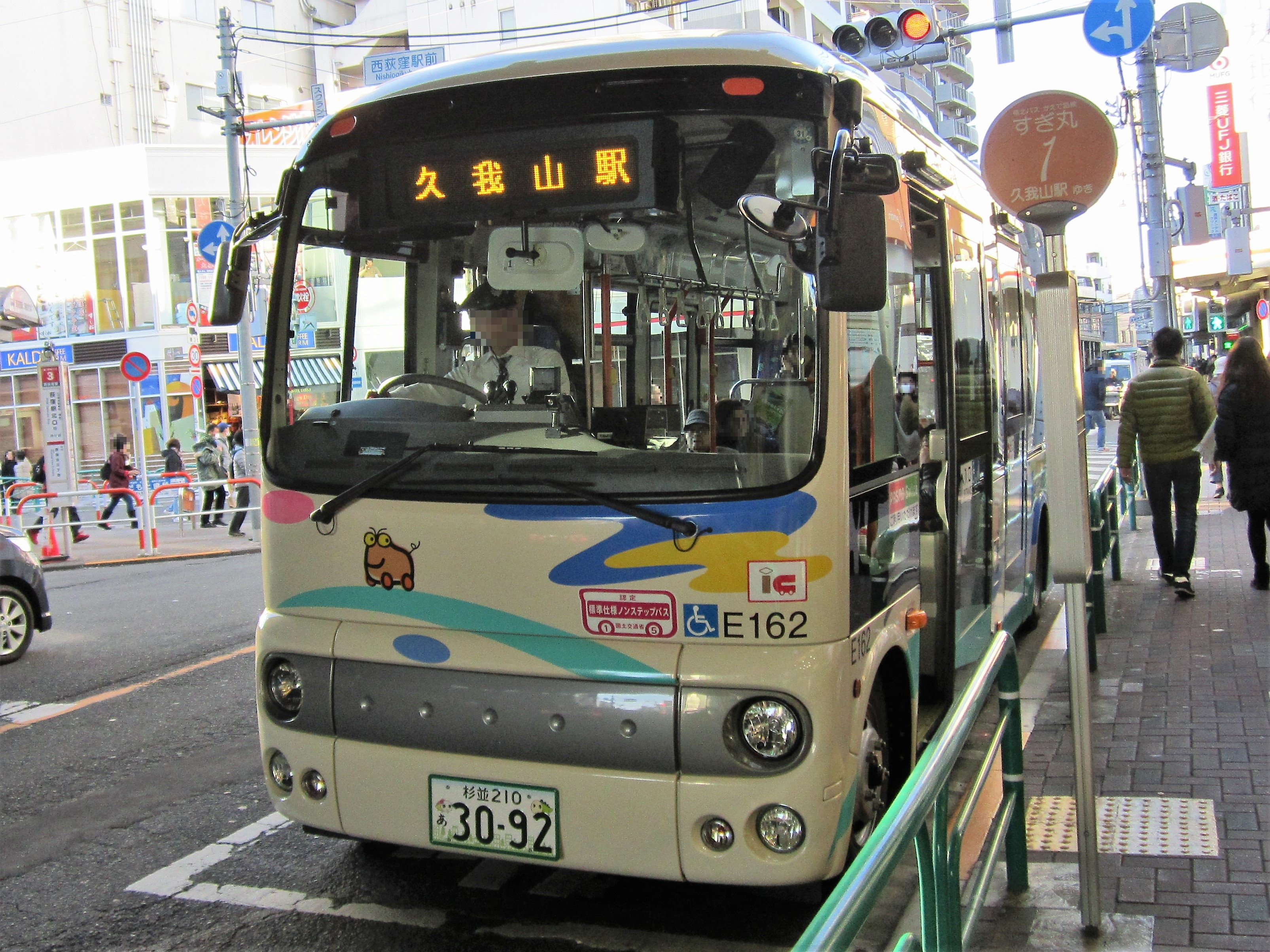
かえで路線の車両
関東バス（E162）
杉並区キャラクター「なみすけ」の図柄入りご当地ナンバープレートを装着

- 西荻窪駅 - （←西荻マイロード入口←南荻窪区民農園) - 神明通り - 宮前ふれあいの家北 - 宮前四丁目 - 西高校西門 - (←富士見ヶ丘(駅入口) / 久我山駅入口→) - 久我山駅
  - 2008年11月29日運行開始
  - 関東バス五日市街道営業所が受託運行

8時-19時までの20分間隔の運行。上下線が3箇所で分離している。開業当初からPASMO・Suicaが利用可能である。

## 車両

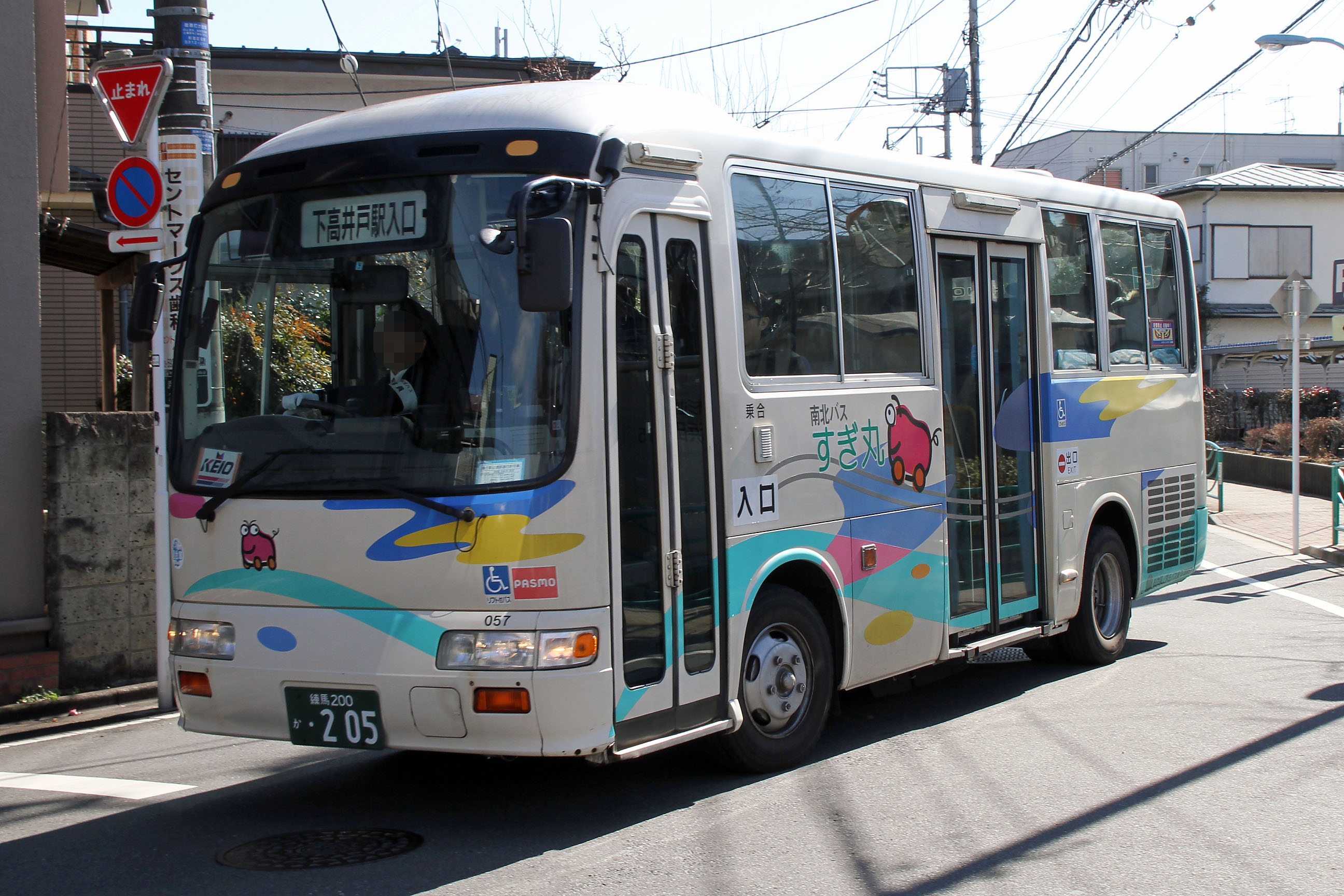
すぎ丸の初代車両（京王バス、D20057）
日野・リエッセ（ステップリフトバス）

すぎ丸専用カラーの小型車で運行される。運行経費を捻出するため、地元企業の広告ラッピングを積極的に採用している。
2015年に杉並ナンバーが導入され、練馬ナンバーだった車両も含めた全車両が杉並ナンバーに変更された。

### 現行車両
- 日野・ポンチョ

現行車両。京王バス東（当時）のリエッセの除籍に伴い、専用車両はポンチョで統一された。京王バス・関東バスの通常カラーのポンチョが代走することもある。
関東バス青梅街道営業所が担当していた頃は、関東バスカラーの三菱ふそう・エアロミディMEが代走することもあった。

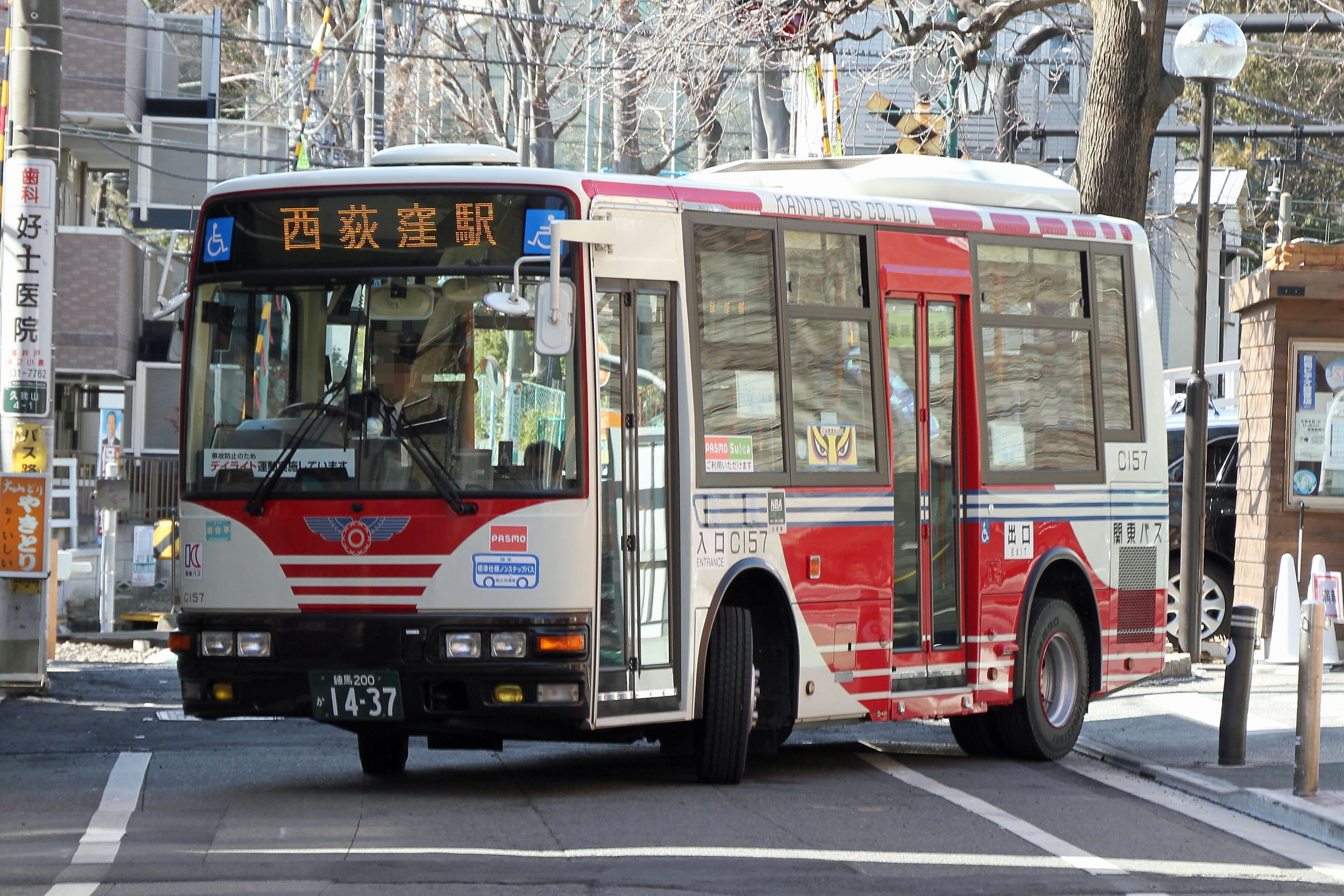
関東バスカラーのエアロミディMEによる代走（C157）
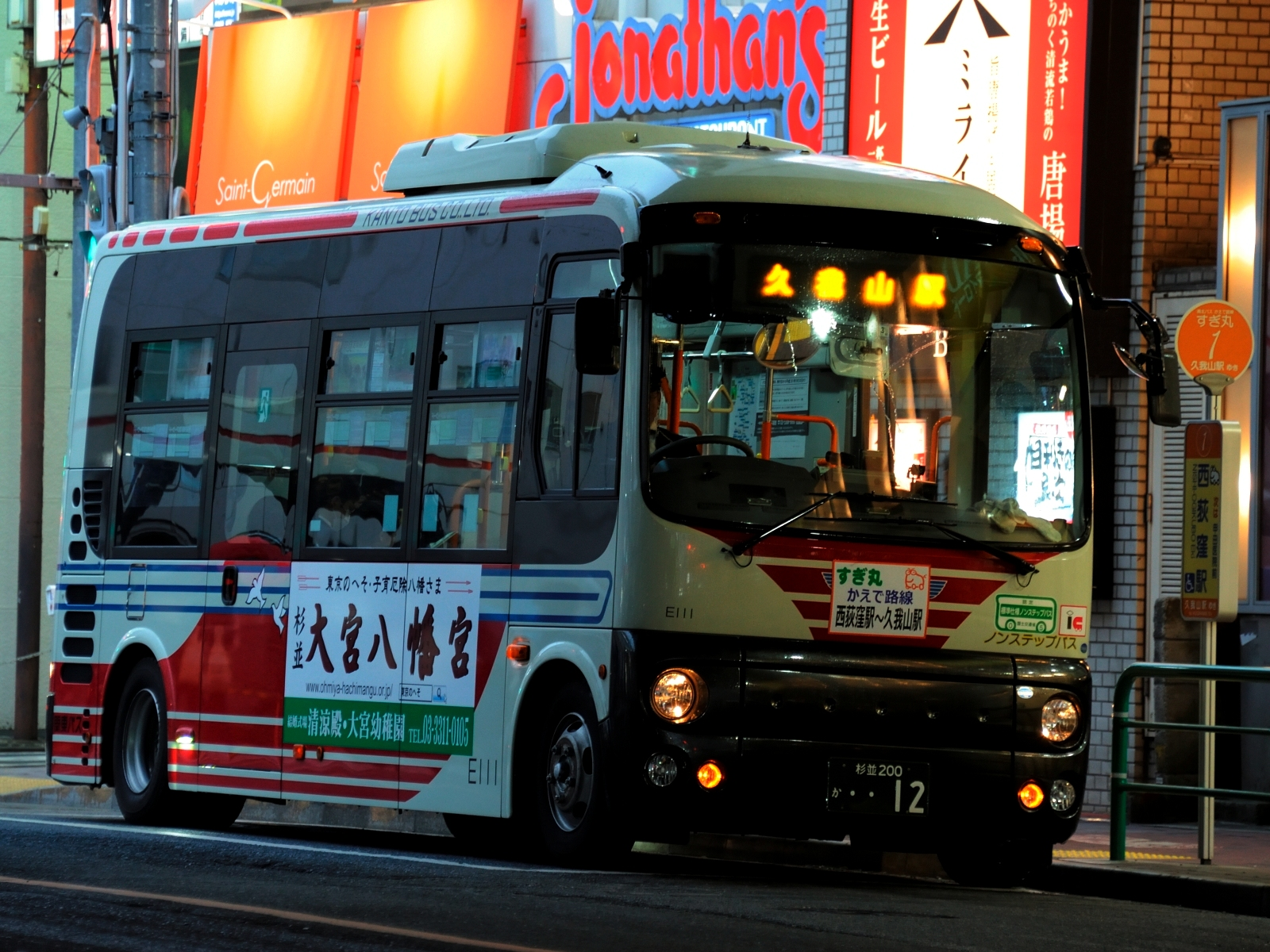
関東バスカラーの日野・ポンチョによる代走 (E111)

### 過去の車両
- 日野・リエッセ

初代車両。京王バス東（当時）が担当するけやき路線・さくら路線で使用された。
2000年の運行開始時、5台（D20054～20058）導入。うち1台のみ車椅子用リフト付き（D20057）、1台のみ室内CNG車（D20058）であった。
2004年のさくら路線運行開始時、2台（D20413～20414）導入。2台ともステップリフトバスで、屋根上CNG車であった。
専用車両は2016年末までに全車が除籍された。その後は、京王バスカラーのリエッセ（D21038）が予備車として代走することもあったが、共通予備車のD21038号車も2023年6月に除籍され、すぎ丸の運用にリエッセが充当されることはなくなった。

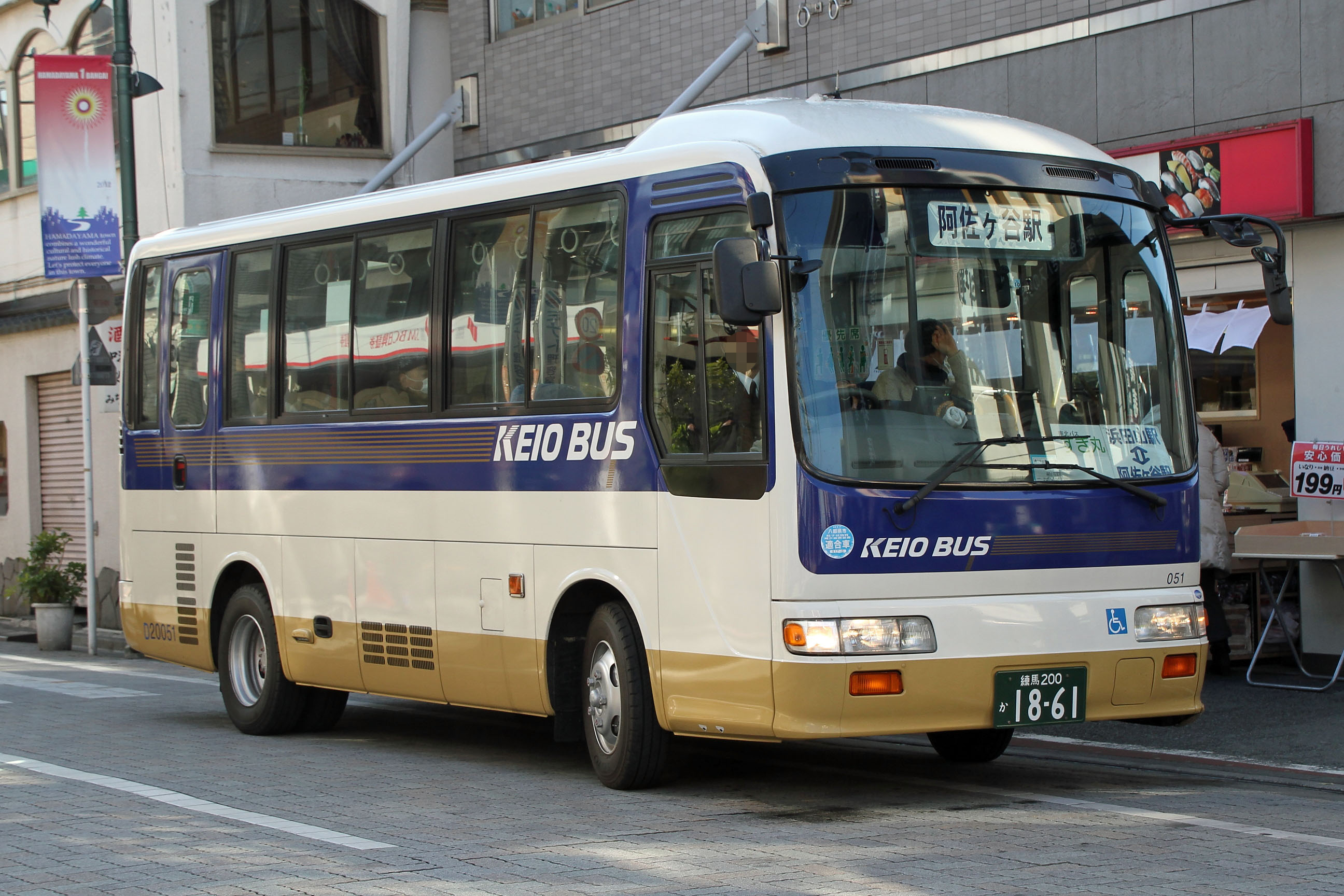
京王バスカラーの日野・リエッセによる代走（D20051)
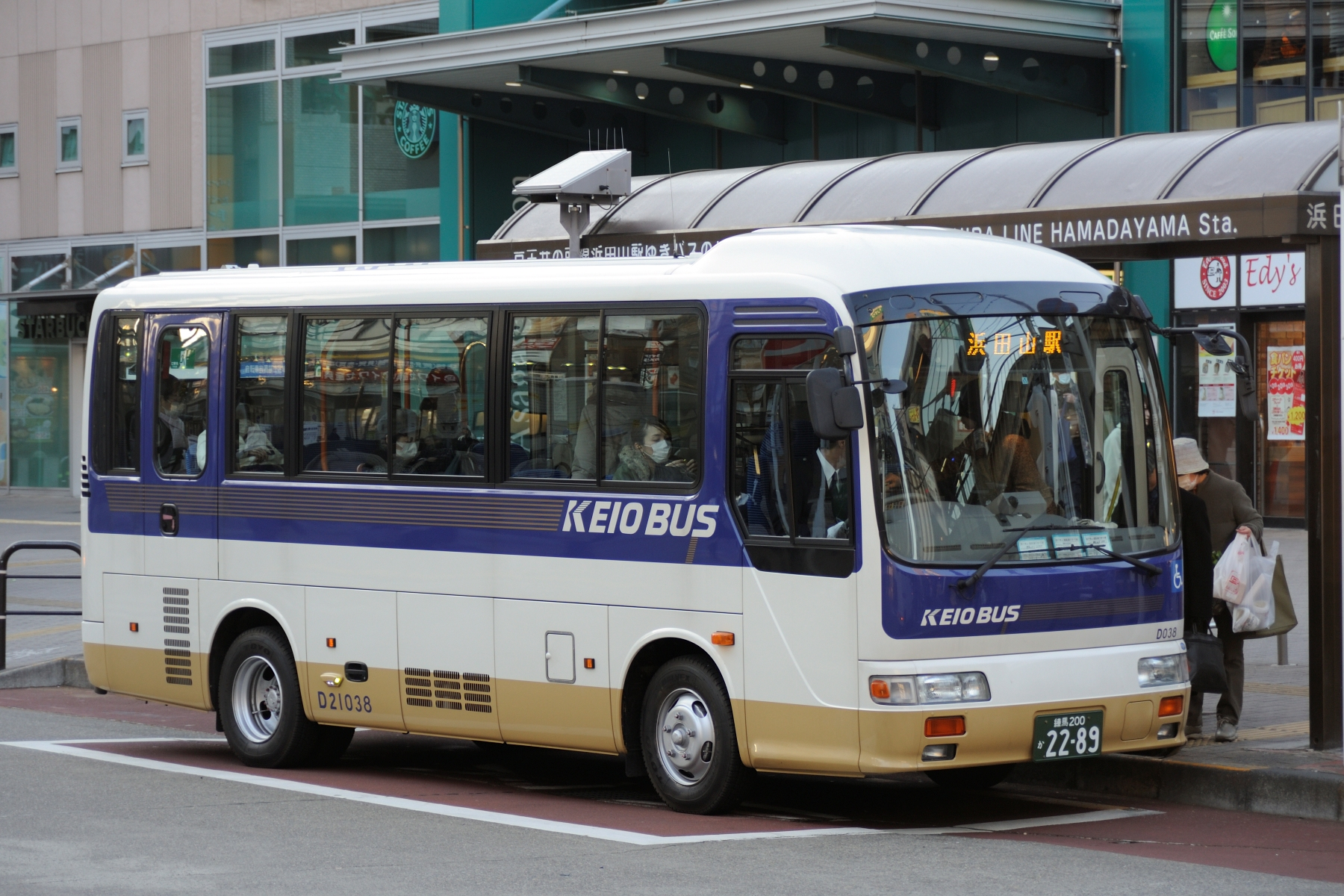
京王バスカラーの日野・リエッセによる代走 (D21038)